# Mimophaeopate assamensis
Mimophaeopate assamensis är en skalbaggsart som beskrevs av Stefan von Breuning 1967. Mimophaeopate assamensis ingår i släktet Mimophaeopate och familjen långhorningar. Inga underarter finns listade i Catalogue of Life.